# Municipalità locale di Blue Crane Route
Blue Crane Route è una municipalità locale (in inglese Blue Crane Route Local Municipality) appartenente alla municipalità distrettuale di Sarah Baartman della  Provincia del Capo Orientale in Sudafrica. 
In base al censimento del 2001 la sua popolazione è di 35.009 abitanti.
La sede amministrativa e legislativa è la città di Somerset East e il suo territorio si estende su una superficie di 9.835 km² ed è suddiviso in 5 circoscrizioni elettorali (wards). Il suo codice di distretto è EC102.

## Geografia fisica

### Confini
La municipalità locale di Blue Crane Route confina a nord con quella di Inxuba Yethemba (Chris Hani), a est con quelle di Amatole e Makana, a sud con quella 
di River Valley.

### Città e comuni
- Bongweni
- Bruintieshoogte
- Cookhouse
- Daggaboersnek
- Eastpoort
- Golden Valley
- Khayanisho
- Klipfontein
- KwaNojoli
- Long Hope
- Middleton
- Pearston
- Petersburg
- Sheldon
- Somerset East
- Witmos

### Fiumi
- Baviaans
- Boesmans
- Brak
- Coetzerskloofspruit
- Cowie
- Droe
- Enyara
- Groot Blyde
- Groot-Vis
- Karee
- Kariega
- Klein-Riet
- Klein-Vis
- Lootskloof
- Naudes
- Oliewenboskloof
- Voël
- Volkers

### Dighe
- Blyderivier Dam
- Darlington Dam
- De Mistkraal Dam
- Wellington Grove Weir